# Yamagami Tomoya
Tomoya Yamagami (sinh ngày 2 tháng 4 năm 1976) là một cầu thủ bóng đá người Nhật Bản.

## Sự nghiệp câu lạc bộ
Tomoya Yamagami đã từng chơi cho Nagoya Grampus Eight.